# Aukščiausioji lyga 1986
L'edizione 1986 dell'Aukščiausioji lyga fu la quarantaduesima come campionato della Repubblica Socialista Sovietica Lituana; il campionato fu vinto dal 'Banga Kaunas, giunto al suo 1º titolo.

## Formula
Fu confermata la formula a girone unico: le squadre passarono da 17 a 16, con Statybininkas Šiauliai, Statyba Jonava e 	Squadra giovanile, sostituite da Aušra Vilnius e Kooperatininkas Plungė.
Le 16 formazioni si incontrarono in gironi di andata e ritorno, ma il Pažanga Vilnius si ritirò e i suoi risultati furono annullati: pertanto ogni squadra disputò solo 28 incontri. Le squadre classificate agli ultimi tre posti retrocessero.

## Classifica finale
|                        | Pos. | Squadra                | Pt | G  | V  | N  | P  | GF | GS | DR  |
| ---------------------- | ---- | ---------------------- | -- | -- | -- | -- | -- | -- | -- | --- |
| RSS Lituana (bandiera) | 1.   | Banga Kaunas           | 45 | 28 | 19 | 7  | 2  | 50 | 13 | +37 |
|                        | 2.   | Granitas Klaipėda      | 43 | 28 | 18 | 7  | 3  | 55 | 23 | +32 |
|                        | 3.   | Ekranas                | 43 | 28 | 20 | 3  | 5  | 45 | 21 | +24 |
|                        | 4.   | SRT Vilnius            | 32 | 28 | 13 | 6  | 9  | 39 | 25 | +14 |
|                        | 5.   | Nevėžis                | 30 | 28 | 12 | 6  | 10 | 31 | 29 | +2  |
|                        | 6.   | Inkaras Kaunas         | 28 | 28 | 11 | 6  | 11 | 29 | 28 | +1  |
|                        | 7.   | Atmosfera Mažeikiai    | 27 | 28 | 8  | 11 | 9  | 28 | 33 | -5  |
|                        | 8.   | Aidas Kaunas           | 25 | 28 | 8  | 9  | 11 | 32 | 31 | +1  |
|                        | 9.   | Sveikata               | 25 | 28 | 7  | 11 | 10 | 19 | 34 | -15 |
|                        | 10.  | Aušra Vilnius          | 24 | 28 | 7  | 10 | 11 | 23 | 35 | -12 |
|                        | 11.  | Tauras Šiauliai        | 23 | 28 | 8  | 7  | 13 | 31 | 36 | -5  |
|                        | 12.  | Kelininkas Kaunas      | 23 | 28 | 6  | 11 | 11 | 20 | 27 | -7  |
|                        | 13.  | Utenis Utena           | 22 | 28 | 7  | 8  | 13 | 30 | 46 | -16 |
|                        | 14.  | Vienybė Ukmergė        | 19 | 28 | 6  | 7  | 15 | 23 | 45 | -22 |
|                        | 15.  | Kooperatininkas Plungė | 11 | 28 | 3  | 5  | 20 | 17 | 46 | -29 |
|                        | 16.  | Pažanga Vilnius        |    |    |    |    |    |    |    |     |